# میکروگرم
در دستگاه متریک میکرو معادل یک میلیونیم هر چیزی است و میکروگرم (µg یا mcg) معادل یک میلیونیم یک گرم یا یک هزارم میلی‌گرم است. این مقدار از کوچکترین مقدارهایی است که در مقیاس ماکروسکوپیک به کار می‌رود. اگرچه نماد این شدت میکرو حرف یونانی است اما سازمان‌های بهداشتی استفاده از آن را در نسخه‌ها توصیه نمی‌کنند چرا که امکان دارد با حرف انگلیسی m اشتباه شده و موجب اوردوز هزاربرابری شود به همین دلیل کوتاه‌نویسی mcg توصیه شده‌است.
قبلتر میکروگرم با نماد گاما مشخص می‌شد اما اکنون به کار نمی‌رود.